# نافذة منبثقة

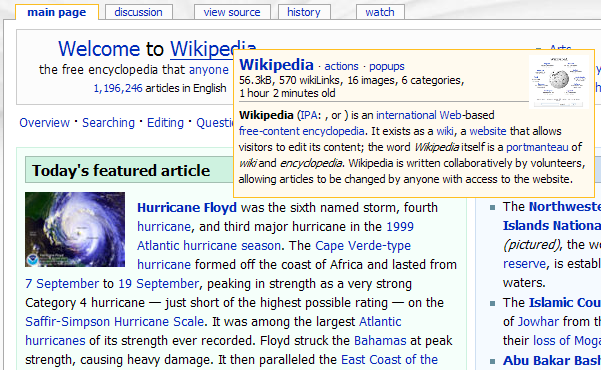

نافذة منبثقة يام ٩١١ ( بالإنجليزية pop-up window) هي نوافذ إعلانية على الويب، تعمل عندما تقوم صفحة ويب بفتح نافذة متصفح جديدة تدعوك فيها لزيارة موقع آخر. وغالبا ً ما تستخدم الجافا سكربت في تصميم النوافذ المنبثقة 